# Еловка (приток Кисловки)
Еловка — река в Томском районе Томской области.
Длина Еловки — 31 км, она начинается на территории Тимирязевской лесной дачи, между селом Киреевск и посёлком 86-й Квартал, течёт на восток мимо посёлка 86-й Квартал и деревни Головина и, сливаясь с рекой Жуковка, образует реку Кисловка.

## Данные водного реестра
По данным государственного водного реестра России относится к Верхнеобскому бассейновому округу, водохозяйственный участок реки — Томь от г. Кемерово до устья, речной подбассейн реки — бассейны притоков (Верхней) Оби до впадения Томи. Речной бассейн реки — (Верхняя) Обь до впадения Иртыша.
Код водного объекта в государственном водном реестре — 13010300412115200012971.